# Togsæt
Et togsæt er – i snævreste definition – et tog bestående af to eller flere fast sammenkoblede vogne, heraf mindst én motorvogn og med overgang imellem vognene. Togsæt er beregnet til at køre selv og har ofte specialkoblinger, så de ikke umiddelbart kan kobles med almindelige vogne og lokomotiver. Togsættenes vogne kan kun deles på værksted. I nogle tilfælde har vognene desuden fælles bogier (Jakobs-bogier), hvilket umuliggør adskillelse i driften.
Fordelen ved togsæt er, at man kun medbringer den nødvendige motorkraft. Man behøver altså ikke et 120 tons tungt lokomotiv med flere Megawatt effekt til at trække sølle tre vogne, men kan nøjes med en passende motor. Desuden kan togsæt kobles og deles uden brug af rangerlokomotiver. Det benyttes bl.a. i det danske InterCity-system, hvor flere togsæt kører sammenkoblet fra København til f.eks. Kolding eller Vejle, hvor de bliver delt og fortsætter ad forskellige strækninger. Disse strækninger har ofte hver især ikke så mange passagerer og har derfor ikke behov for store lokomotivtrukne tog. Systemet med togsæt giver imidlertid mulighed for at benytte tog af passende størrelse lokalt, samtidig med at man ved koble dem sammen kan skaffe direkte forbindelser til/fra hovedstaden.
Ulempen er, at man ikke umiddelbart kan sætte en ekstra vogn på toget, og, hvis der er problemer med en af vognene, skal hele togsættet på værksted. Har de specialkoblinger, typisk automatkoblinger til hurtig sammenkobling med andre togsæt, kan de derudover ikke kobles med almindelige lokomotiver og vogne. Her kan det derfor af og til være nødvendigt med lokomotiver og vogne med disse specialkoblinger, så f.eks. nyleverede togsæt kan transporteres ad strækninger, hvor de ikke kan eller må køre selv.

## Togsæt i Danmark
I Danmark indførtes togsæt med MS-lyntogene i 1935. Det var dog først med IC3s indførelse i 1990, at togsættene for alvor blev udbredte både hos DSB og privatbanerne. Efterhånden må det påregnes, at næsten al persontrafik på danske skinner vil blive udført med togsæt.
Eksempler på danske togsæt er
- IC2 – togsæt til forskellige privatbaner afledt af IC3.
- IC2 (DSB) – togsæt til DSB afledt af IC4. Ikke at forveksle med ovennævnte.
- IC3
- IC4
- IR4
- MR
- Desiro
- LINT 41
- Contessa

## Er det togsæt?
For visse togtyper gælder, at det kan diskuteres, om det er togsæt. Det gælder således MA-lyntogene og privatbanernes Y-tog. De havde hhv. har overgang mellem vognene og for de flestes vedkommende specialkoblinger. Imidlertid kunne hhv. kan deres vogne godt skilles ad i driften og kombineres på forskellige måder alt efter behov.
Modsat gælder for 2. generations-S-togene, der ikke havde overgang mellem vognene, der imidlertid kun kunne skilles ad på værksted.

## Togsæt i andre lande
Togsæt forekommer i en række lande men bruges mest som højhastighedstog og som regionaltog.